# Fledge!!
『Fledge!!』（フレッジ）は、北海道放送（HBCラジオ）で2021年3月30日に放送開始されたラジオ番組である。2022年3月25日終了。

## 番組概要
HBCラジオの自社制作による夜ワイド番組としては、1971年開始の『ベストテンほっかいどう』（平日夜ワイド編成、1999年9月まで放送）以来、およそ22年ぶりとなった。2022年3月25日1年で終了。後継は再び自社制作をとりやめ、文化放送のネットで0時台のみ放送されていたレコメンのフルネットとなる。
番組のキャッチフレーズは「きく！しる！そだつ！育成型ライブアプリ」。番組公式ハッシュタグは #フレッジ
タイトルの由来の「Fledge」は「羽毛が生え揃う」「旅立ちの準備ができる」という意味。

## 放送時間
- 2021年3月末～2022年３月末 火曜～金曜 22時～23時 ※プロ野球ナイター中継時は、ナイター中継終了後～23時

## パーソナリティ
- 本間吏成(火曜・木曜担当)

愛称はほんまり。  通称「フレッジのじゃない方」で「自称・紳士」(だが太ももが好き)。
小松菜のことをほうれん草、ご利益(りやく)を「ごりえき」と間違えたことがある。 友達がおらず、フレッジの担当が決まった際、友人から来たお祝いメールは2件だった。コストコで2kgのブルーベリーを買って食べている。
番組冒頭のキャッチフレーズは「ほんまに、ほんまに、ほんまやで～」(放送開始～6月30日)→「いでよ！カフの奥にいる中の人！」(7月6日～9月30日)→「公私混同高鳴る鼓動」(10月1日～2022年1月6日)→「フレッジとそれ以外は別人格」(2022年1月11日～)
- 大竹彩加(水曜・金曜担当)   
愛称はあーちゃん。番組冒頭のキャッチフレーズは「あじさい色のブライトガール」(放送開始～6月30日)→「魅力もほっぺも伸びしろだらけ！」(7月7日～9月24日)→「60分私にください！」(10月6日～2022年1月5日)→「好きなの温泉　トークは脱線」(2022年1月7日～)。 休日は12時間以上眠るロングスリーパー[8]。

## 番組スタッフ
- しんごちゃん
- にゃんD

面白い時はスタッフの笑い声が聞こえてくる。大竹彩加に優しく、本間吏成に厳しい。

## コーナー（2021年3月以降)
- 本日の“キニナルテーマ” パーソナリティの２人や番組スタッフ、さらにリスナーが「知りたい！」「気になる！」「これってどう思う？」ということについて、 
専門家に聞いたり、調べるともに、リスナーにもそのテーマにまつわるエピソードや知ってることをきいて、解決するコーナー。自然消滅。

- エンディング

月替わりで、北海道に関するアーティストの一曲を流す。

## 日替わりコーナー、番組後半の曜日ごとのコーナー
- 「熱血応援団長！吏成先輩！」(火曜日２２時半頃～)

熱血！体育会系の吏成先輩が熱く、激しく、背中を押して応援するコーナー。
- 「ほんまりの評価上々↑↑(火曜日２２時半頃～)」

言わなくても褒めてもらえる大竹彩加と違い、言わなきゃ褒めてもらえない本間吏成を褒めるコーナー。
- 「癒しの女神　彩加さま！」(水曜日22時半頃～) 実は癒し系？の彩加さまがどんなことでも優しく肯定してくれるコーナー。
- 「絶叫クィーン・アヤカの「モヤッと」をふきとばせ！」(水曜日２２時半頃～) 相手から言われて、「モヤモヤした、グサッときた、悲しかった」など、あなたが抱えている『モヤッと』を、爽快に吹き飛ばすコーナー。

- 吏成、カフ上がってるよ！(木曜日22時半頃～)

本間が生放送中にカフを下げ忘れてしまい、曲の間中、会話が聞こえてしまったという失態から、急遽レギュラーコーナー化。
「曲の間中、カフを下げ忘れている本間に何かを喋らせる  (大半は他番組や相方・大竹への愚痴や不満が多い)」というコーナー。
- 大竹アナとあーちゃん(金曜日22時半頃～)

原稿読みを淡々と行う大竹アナと、架空のアイドル・あーちゃんが、  同じ文章をテイストを変えて読み上げるコーナー。
大竹曰く「賛否両論の否から賛に変えるコーナー」「ギャップを楽しむだけのコーナー」。
コーナー開始当初、リスナーからの評価が芳しくなく、  コーナー存続も危ぶまれたが、番組サイドのテコ入れもあり継続。